# 曙光特攻
《曙光特攻》是一部第三人稱潛入遊戲，於2005年8月5日在英國與歐洲發行，由Metropolis Software開發，而台灣則是由英特衛負責台灣代理。，於2005年10月8日台灣發行。
遊戲名稱的由來，正是因為遊戲場景設定在充滿極光的北極。

## 遊戲介紹

### 特色
在遊戲中，玩家可以自由切換鳥瞰與第三人稱視角，以便觀察全局，而且遊戲裡還穿插了雪上摩托車競速以及更刺激的氣墊船競速，不只要躲水雷，且還要在限時之內趕到目的地。

子彈部分可分為一般、超音速、滅音，這些都是在手槍和狙擊槍才有，裝上超音速子彈，可以增加準度，但是發出一般子彈的聲響而行蹤暴露。而裝上滅音子彈，可以隱密自己的行蹤，但有時很有可能會打偏而引起敵人注意，若要兩者兼具，狙擊槍是不二人選。

若彈藥不夠的時候，玩家可以用槍枝敲昏敵人，或是用軍刀，也可以使用滾動型欺敵球、遙控型催眠瓦斯等高科技道具來化險為夷。

### 故事
故事描寫一位曾經拯救過世界的英雄，北大西洋公約組織的陸戰隊員蘇立文（Sullivan）。在退伍後沒多久，一群美國特務請他調查當年在北極的俄羅斯潛艇意外沉沒的真正主因。

起初他降落在一個位於北極的秘密實驗區，奉命要找出傑克·布裡克(Jacek parecki)並消滅他。
沒想到最後卻是由別人來消滅，這位消滅他的人就是秘密實驗區的警衛隊長，原來俄羅斯潛艇意外沉沒的真正主因其實是一個名為"crazy ivan"的計畫，潛艇在沉沒潛艦艦長發出求救信號，表示crazy ivan正在攻擊他們船員。照理來說，他應該在運輸的過程必須保持關閉狀態。但傑克辯稱控制系統本來就不穩定，唯獨他才能控制。但警衛隊長不信這套。
發現"crazy ivan"這個驚人計畫後，主角決定一探究竟。但總部只給他2小時去找出細節。

經過一番的冒險終於找到細節了。但是這個時候卻被一位女子塔蒂亞娜伊万諾夫娜 Bagrov(Tatiana ivanovna Bagrov)逮捕，並命令手下將他關進牢裡，直到被放出來之後他才知道這位把主角關進牢裡的女子其實是來自芬蘭國安局派來的臥底探員。她也是來調查"crazy ivan"計畫。

等到與她再次相遇的時候，她才透露，"crazy ivan"計畫實驗對象就是她弟弟ivan。

## 評價
這部遊戲在國內大受好評，但國外評論家卻不這麼認為。甚至最高也只給出了40分的評價。